# Pademack
Pademack, niedersorbisch Pódmokła, bis 1937 Pademagk, war ein Dorf in der Niederlausitz, welches auf dem Gebiet der heutigen Stadt Calau im Landkreis Oberspreewald-Lausitz lag. Der Ort wurde 1974/76 zugunsten des Tagebaus Schlabendorf-Süd devastiert.

## Lage
Pademack lag in der Niederlausitz zwischen Fürstlich Drehna und Schlabendorf am See. Westlich und südöstlich befanden sich die ebenfalls durch den Tagebau zerstörten Orte Wanninchen und Gliechow.
Pademack lag auf einer Ebene und hatte teilweise Sandboden, aber auch Moorboden, beides jedoch von mittelmäßiger Ertragsfähigkeit. So wurden hauptsächlich Getreide und Kartoffeln angebaut. Südlich des Ortes, unter einer Wiese, befand sich ein 12,5 ha großes Torflager mit einer Stärke von 2,5 bis 3,1 m.

## Geschichte

Ortseingangsschild von Pademack zu DDR-Zeiten.

### Ortsname
Der Ortsname leitet sich vom slawischen Pademog ab und bedeutet so viel wie Siedlung auf nassem Boden. Die Schreibweise änderte sich mehrmals: Pademog (1465), Podemagk (1527), Padamagk (1580), Pademagk (in den folgenden Jahrhunderten). Am 30. Oktober 1937 wurde der Name im Zuge der Eindeutschung sorbischer Ortsnamen in Pademack umbenannt.

### Ortsgeschichte
Bei der Überbaggerung der Gemarkung wurden einige Scherben aus der Bronzezeit (2000–1000 v. Chr.) und Feuersteinabschläge gefunden, slawische Siedlungsspuren (700–900) allerdings nicht. Die erste urkundliche Erwähnung des Ortes als Pademog findet sich in einer Luckauer Urkunde, Nr. 219, von 1463–1466:

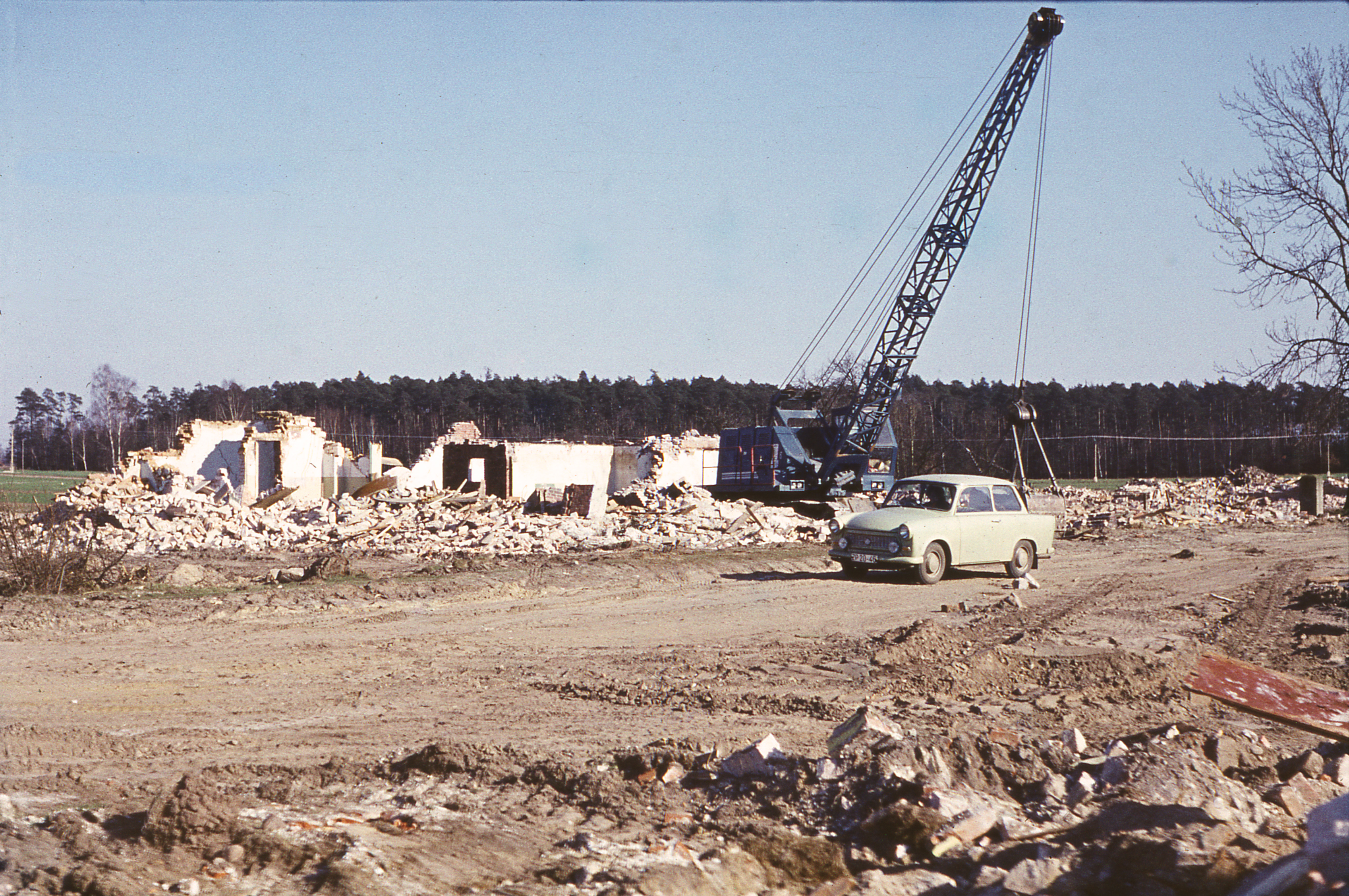
Pademack wird abgerissen (1975)

Albrecht von Postepitz, voit zcu Lusitz, belehnt in Vollmacht König Georgs von Böhmen Nikil Buckensdorff zu Czynnitz (Zinnitz) und Jorge Buckensdorff zu Slaberndroff (Schlabendorf) mit dem väterlichen Erbe und Lehn zu Z. und Schi, und den zugehörigen Vorwerken, Ackern, Wiesen, Teichen usw., auch dem Weingarten vor Zinnitz und den Dörfern Geßir (Groß Jehser), Krinticz (!) (Crinitz), Pademog (Pademagk), Berlinchin (bei Zinnitz), Bathow, Wanyn (Wanninchen), Buckow, Seritz (Säritz), Kemmen, Schadewitz als mit einem gesamten brüderlichen Lehen, wie sie vorher Markgraf Friedrich von Brandenburg als eyn obirster vorweßer dye zcitdes landes zcu Lusitz belehnt hat.
Pademack gehörte also dem Ritter von Buxdorf auf Zinnitz. Im Niederlausitzer Lehnsregister ist der Ort am 17. Oktober 1527 als Podemagk verzeichnet (Homagialbuch I, Blatt 11a). Wenig später verkauften die von Buxdorf Pademack an Caspar von Minckwitz auf Drehna. Seine Söhne, vor allem Friedrich von Minckwitz, erhielten Pademagk und 1/2 Groß Jehser am 26. August 1576 als Lehn.

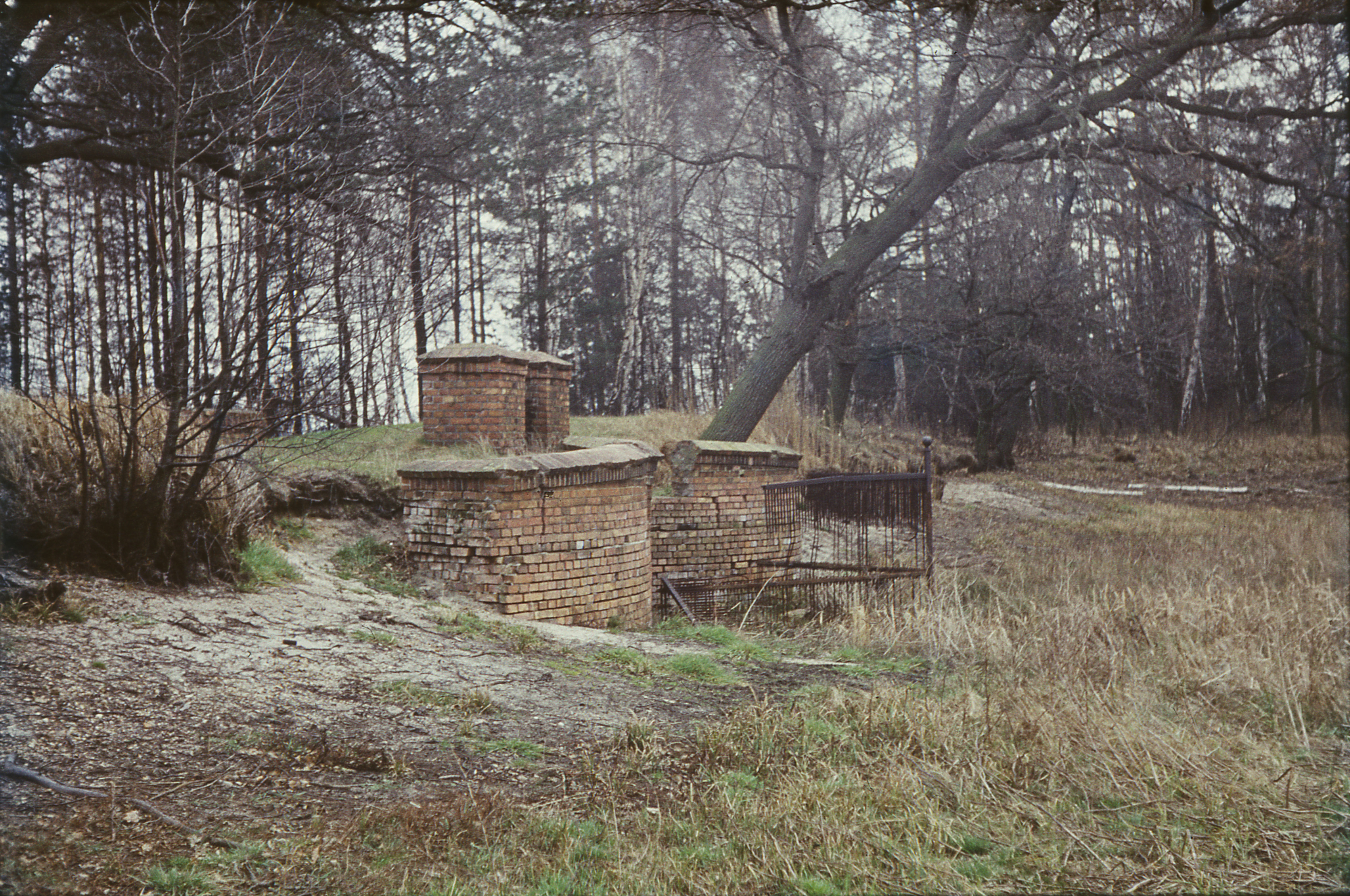
Pademacker Teich 1976.

15 Jahre später kommt es zu einem Rückkauf durch die Herren von Buxdorf. Am 14. Dezember 1591 wird Pademack samt Einwohnern und Vorwerk, Gebäuden, Gärten, Äckern, Wiesen, auch den zum Vorwerk gehörenden Holzungen, Viehzuchten, beiden Teiche und der Wintersaat an Nickel von Buxdorf zu Schlabendorf verkauft. Der Kaufpreis betrug 3.300 Gulden. Zum Inventar des Vorwerks gehörten 19 Kühe – weidegewöhnt, 18 Zugochsen, Rotten, Krippen, Pflüge, Eggen. Die Belehnung geschah am 10. Juli 1592.
Demnach war Pademack ein Rittergut ohne Herrensitz, jedoch mit einem Vorwerk. Nicht nur die Untertanen mussten dafür arbeiten, es gab auch Ackerknechte und Hirten, die in kleinen Katen untergebracht waren.

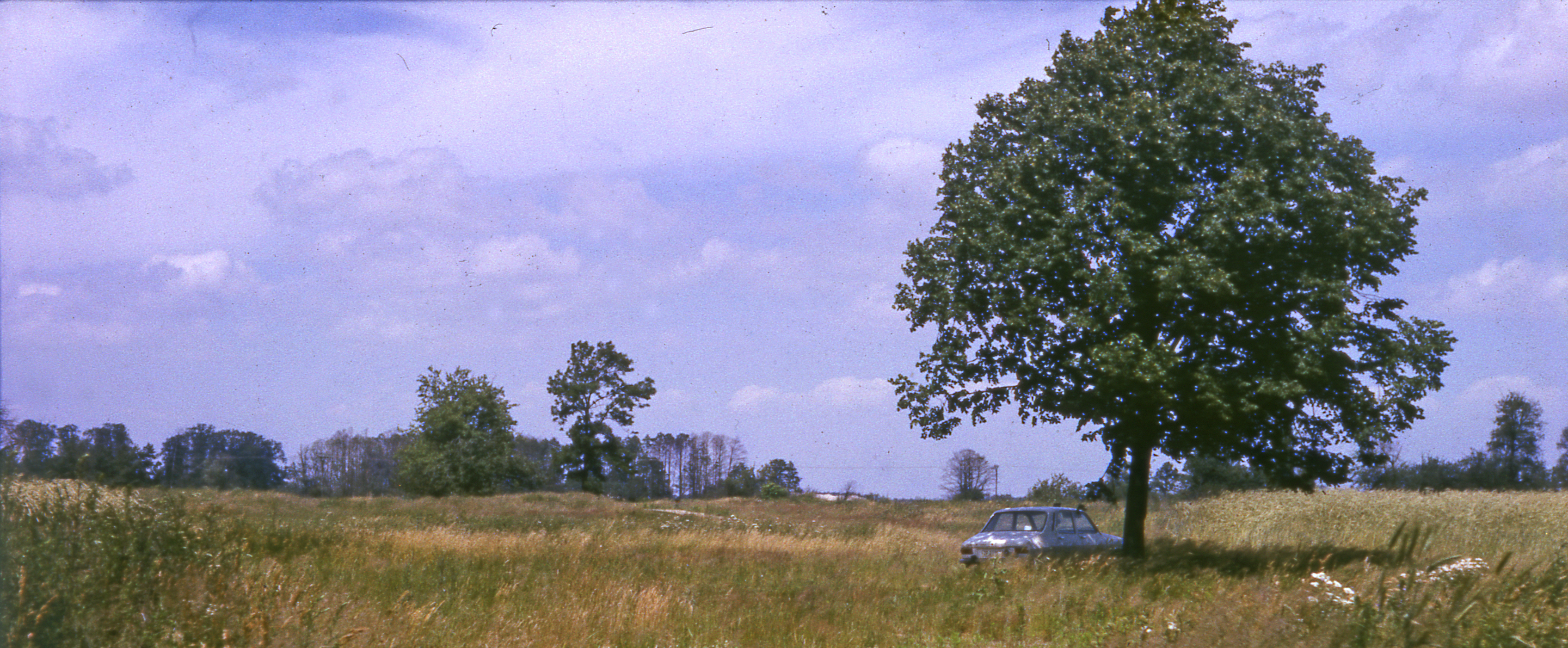
Die Dorflinde stand noch längere Zeit, das Dorf selbst (zwischen Linde und alter Eiche im Hintergrund) ist verschwunden (1977)

Im Dreißigjährigen Krieg war Pademack im Besitz des Nicol von Buxdorf. Durch den Krieg wurden Vieh und Gespanne durch Einquartierung Wallenstein’scher Truppen oder marodierender Soldatengruppen, die keinen Sold bekamen, gestohlen, die Gebäude wurden beschädigt, der Stall eingefallen, im Dorf 2 Gärtnerhöfe wüst. Nicol von Buxdorf geriet mit dem ruinierten Gut in finanzielle Schwierigkeiten, und als er 1669 starb, ließen seine drei Töchter Pademack versteigern, um die Schulden bezahlen zu können. Über zwei weitere Besitzer kam Pademagk schließlich zur Herrschaft Drehna, wo es auch bis 1945 verblieb.
Im 19. Jahrhundert wurde der Gutsbereich in Pademack nicht von Fürstlich-Drehna aus bewirtschaftet, sondern war verpachtet (1855 für jährlich 140 Taler). Zu dieser Zeit hatte der Gutsbereich eine Größe von 196 ha und die Bauern besaßen 69 ha. Das ergab eine Gesamtgröße der Gemarkung Pademack von 265 ha.

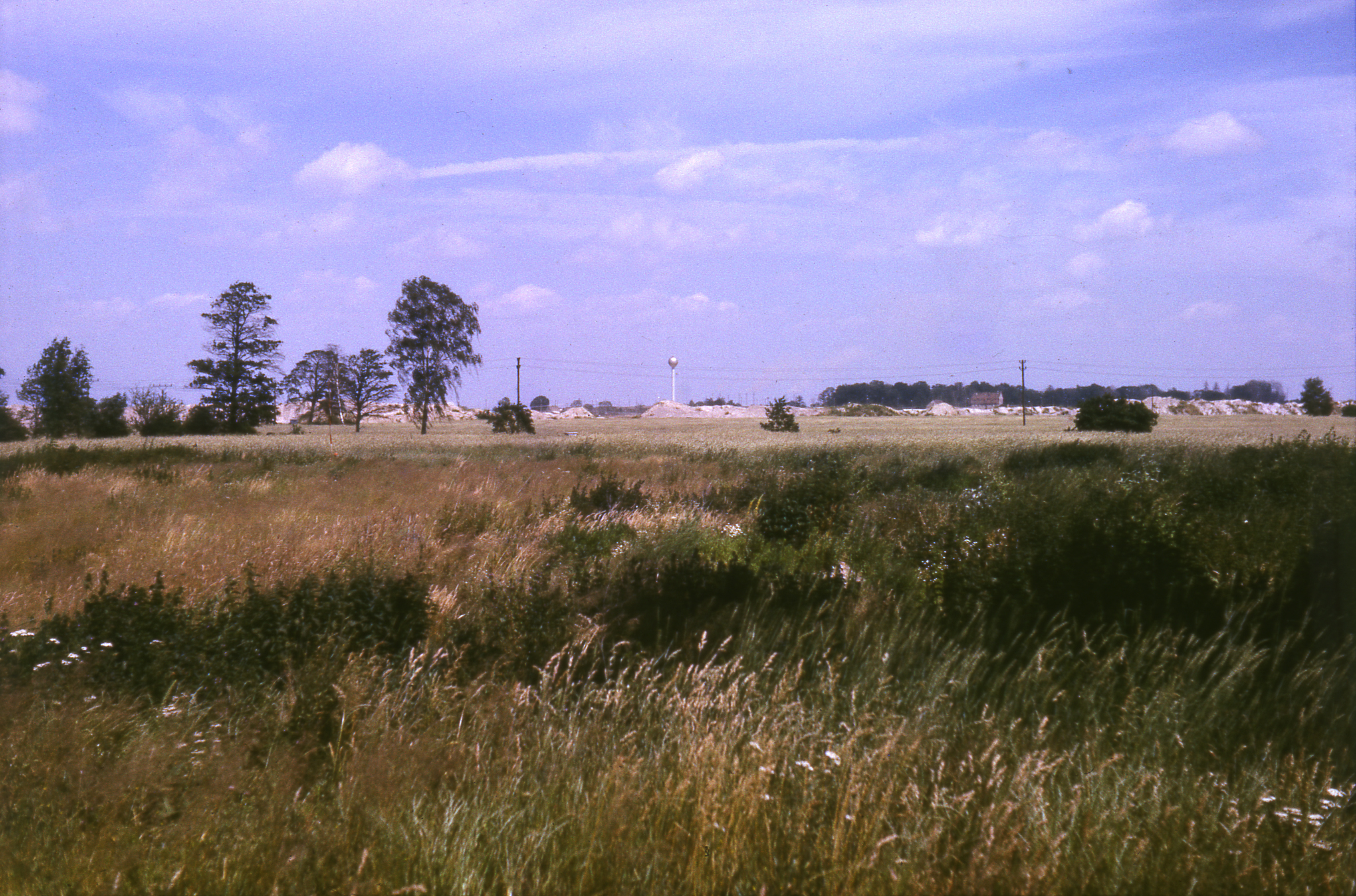
Blick vom ehemaligen Dorf Pademack nach Zinnitz 1976

1708 werden 6 Gehöfte (Kossäten) mit 11 Einwohnern zwischen 12 und 60 Jahren genannt, 1723 sind es 7 Gehöfte. 1818 besteht Pademack aus 9 Grundstücken im Dorf (8 Kossäten, 1 Büdner) und 3 Wohnungen im Vorwerk mit insgesamt 66 Einwohnern.
Die Agrarreform fand in Pademagk von 1835 bis 1841 statt. Laut Rezessakte von 1835 gehörte das Schäferhäuschen mit einem Grundstück von 9 Morgen zu gleichen Teilen den 8 Kossäten. Die Lehmgrube, genannt Kiete, durfte fortan gemeinschaftlich genutzt werden, jedoch nicht zur Fabrikation von Ziegeln, sondern nur für Reparaturen und Scheunentennen. Ebenfalls zur gemeinschaftlichen Nutzung standen die Sandgrube und die Tränke am Drehnaer Weg zur Verfügung. Das Fließ hatten die 8 Kossäten zu unterhalten.
Unter preußischer Regierung wuchs die Einwohnerzahl von 1840 auf 93 (in 13 Wohnhäusern), um dann 1864 auf 87 und 1880 auf 68 zu sinken. Einen Tiefstand gab es 1910 mit nur 42 Einwohnern.

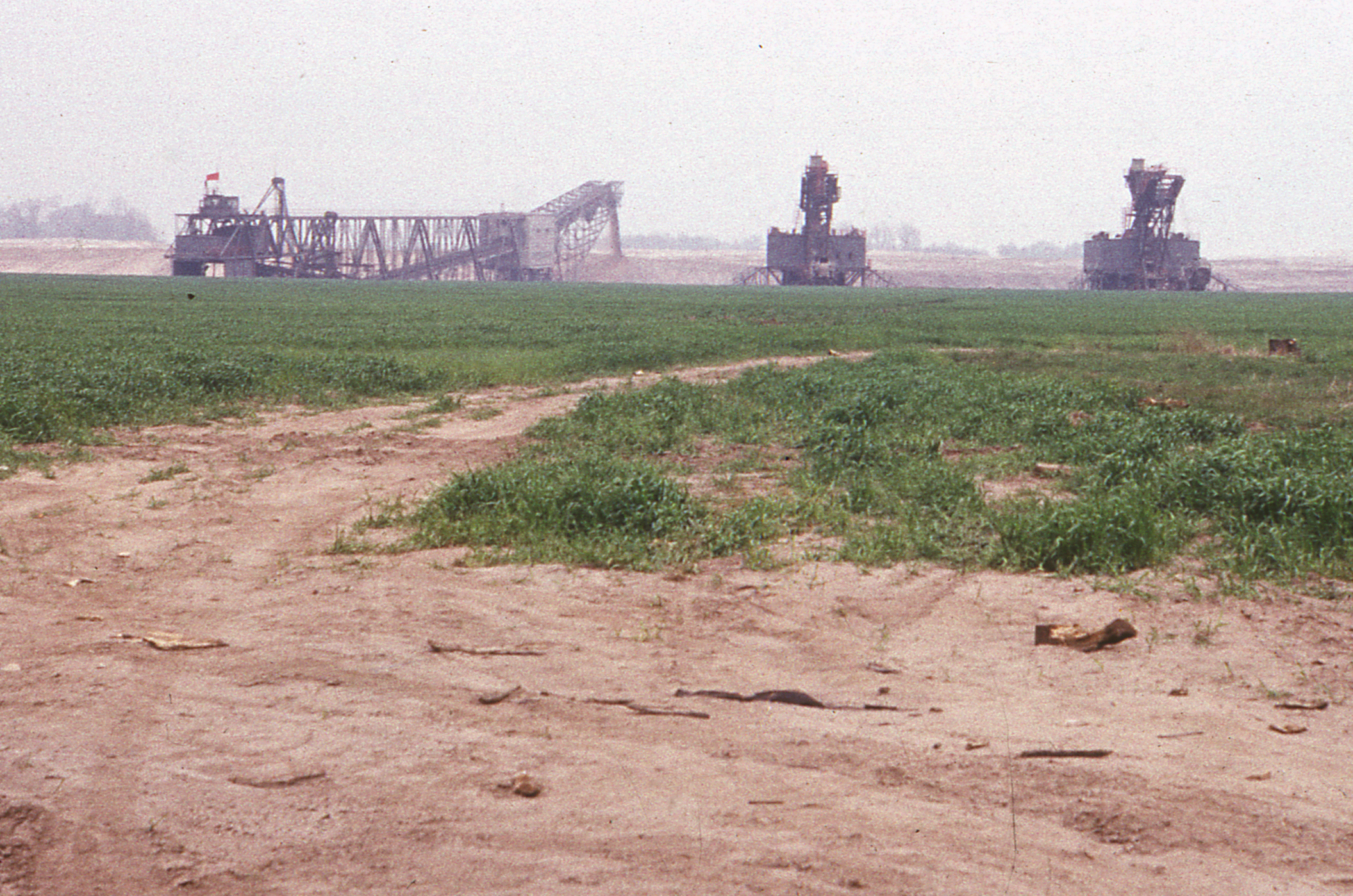
Gliechow 1978. Die Bagger rücken in Richtung Pademack und Gliechow vor.

Die Gerichtszugehörigkeit war bis 1849 zum Herrschaftsgericht Drehna, von 1850 bis 1878 Kreisgerichtskommission Luckau, von 1879 bis 1951 Amtsgericht Luckau, dann Landgericht Cottbus. Seit 1838 besaß Pademagk ein Dorfsiegel.
Um 1900 ließ die Herrschaft Drehna in ihrem Pademacker Gutsbezirk den 10 ha großen „Pademacker Teich“ anlegen (östlich der ehemaligen Chaussee von Drehna nach Schlabendorf). In dieser Zeit wurde intensiv Fischzucht betrieben. Nach 1945 übernahm der VEB Fischzucht die Bewirtschaftung des Teiches. 1952 konnte man 304 kg ernten. Das letzte Abfischen vor der Devastierung des Ortes, am 10. Oktober 1972, erbrachte 7.900 kg Fisch.
Durch den Neuaufschluss des Braunkohletagebaus Schlabendorf-Süd musste Pademack als erstes Dorf dem neuen Tagebau weichen. 1974 verließen die letzten Einwohner das Dorf.

Die geografische Lage vor der Inanspruchnahme durch den Tagebau Schlabendorf-Süd mit den devastierten Dörfern Wanninchen, Stiebsdorf, Pademack, Presenchen und Gliechow im Jahre 1908.

### Eingemeindung
Pademack wurde am 1. Juli 1950 nach Zinnitz eingemeindet. Seit der Eingemeindung von Zinnitz nach Calau am 31. Dezember 2001 ist die ehemalige Ortsflur von Pademagk ein Teil der Stadt Calau.